# Onthophagus rasipennis
Onthophagus rasipennis là một loài bọ cánh cứng trong họ Bọ hung (Scarabaeidae).